# Nadine Kleinert
Nadine Kleinert-Schmitt, nemška atletinja, * 20. oktober 1975, Magdeburg, Vzhodna Nemčija.
Nastopila je na poletnih olimpijskih igrah v letih 2000, 2004, 2008 in 2012, leta 2004 je osvojila naslov olimpijske podprvakinje v suvanju krogle, ob tem pa še sedmo, osmo in trinajsto mesto. Na svetovnih prvenstvih je osvojila tri srebrne in dve bronasti medalji, na svetovnih dvoranskih prvenstvih srebrno in bronasto medaljo, na evropskih prvenstvih naslov prvakinje leta 1994, na evropskih dvoranskih prvenstvih pa srebrno medaljo. 